# ハ46 (エンジン)
ハ46は、第二次世界大戦期に中島飛行機が開発・製造した航空機用空冷星型エンジン。ハ46は陸海軍統合名称であり、海軍略符号はNK10A、陸軍名はハ217特。海軍では護改とも呼ばれた。

## 概要
1942年に中島飛行機が開発を始めた航空機用大出力エンジン。護を18気筒化したもので、川西の十七試陸上攻撃機に搭載予定だった他、排気タービンと組み合わせて遠距離攻撃機への搭載が研究されていた。
1942年7月に試作1号機が完成し、海軍での審査が1943年12月審査完了を目指して進められたもののはかどらず、また誉が成功したこともあって制式採用には至らなかった。製作数は6基。

## 主要諸元
- タイプ：空冷星型18気筒
- ボア×ストローク：155mm×170mm
- 排気量：57.7L
- 全長：2,600mm
- 全幅：1,380mm
- 内径：155mm
- 行程：170mm
- 乾燥重量：1,350kg
- 離昇馬力
  - 3000HP / 2,700RPM
- 公称馬力
  - 一速全開 2,750HP / 2,600RPM (高度2,000m)
  - 二速全開 2,450HP / 2,600RPM (高度5,500m)